# 拉季奇夫
51°44′33″N 33°3′54″E / 51.74250°N 33.06500°E
拉季奇夫（烏克蘭語：Радичів）是位於烏克蘭北部切爾尼希夫州裏諾夫霍羅德-錫韋爾斯基區的村莊，始建於1736年，面積4.11平方公里，海拔高度143米，2001年人口804。